# Baghdadi Mahmudi
Al-Baghdadi Ali al-Mahmudi (in arabo البغدادي علي المحمودي‎?; 1945) è un politico libico.

## Biografia
È stato nominato Segretario generale del Congresso generale del popolo (Primo ministro) della Libia, il 5 marzo 2006, succedendo a Shukri Ghanem. Ha una laurea in medicina ed è specializzato in ostetricia e ginecologia.
In seguito della caduta della capitale Tripoli il 22 agosto 2011 nei mani dei ribelli guidati dal Consiglio Nazionale Libico è fuggito in Tunisia a Gerba.

Il 22 settembre 2011 è stato arrestato dalla polizia tunisina e condannato a 6 mesi di carcere per ingresso illegale in Tunisia senza passaporto. Pena che ha scontato nel carcere di Tamaghza. Nel gennaio 2022 Baghdadi Mahmoudi è stato incarcerato in Libia dopo essere stato estradato dalla Tunisia nel 2012, sta per sporgere denuncia contro la Tunisia davanti alle istituzioni libiche e davanti alla corte penale internazionale..